# Robert Lehmann
Robert Lehmann (14. září 1910, Úblo – 24. prosince 1973, Bad Kissingen) byl důstojník SS v hodnosti SS-Hauptsturmführer a velitel komannda Einsatzgruppe H.

## Životopis
Jeho otec byl stavební inženýr. Robert Lehmann navštěvoval obecnou a měšťanskou školu. V roce 1929 složil maturitu a přihlásil se na obor chemie na Německé technice v Praze. V době studia přešel na studium na Přírodovědecké fakultě. V roce 1932 se stal členem sudetoněmecké strany DNSAP v Opavě, během studii na vysoké škole byl také členem NSDStB (Nationalsozialistischer Deutscher Studentenbund). V roce 1934 úspěšně složil zkoušky na učitele pro základní a střední školy. Následně získal titul RNDr.. V letech 1934 až 1936 vykonával vojenskou službu v Československé armádě. Po skončení služby se oženil a stal se učitelem na státní škole v Krkonoších. V roce 1937 se přestěhoval do Německa. Poté byl SD najat pro jihovýchodní sekci ve Vratislavi a po naturalizaci v roce 1938 byl přijat do SS jako SS-Oberscharführer. Následně požádal o členství v NSDAP. Během druhé světové války sloužil v RSHA ve skupině I.B (vzdělávání, výchova a výcvik), byl také ve vedení školy bezpečnostní policie v Charlottenburgu. V roce 1943 byl vyznamenán válečným záslužným křížem II. třídy s meči. V září 1944 byl převelen na Slovensko, kde působil jako zástupce velitele Einsatzgruppe H a v prosinci 1944 dočasně velel kommandu zbv29. Po válce žil v Německu a vlastnil chemickou továrnu v Osnabrücku.